# Yanuca Lailai
Yanuca Lailai (známý také jako Lost Island - Ztracený ostrov) je neobydlený, 72 akrový ostrov fidžijského souostroví Lomaiviti. Vápencový ostrov, vulkanického původu, leží mezi Ovalau a Moturiki. Pobřeží tvoří vulkanické skalnaté útesy, pláže a porosty mangrovníku. Vnitrozemí je porostlé džunglí.
Ostrov je v soukromém vlastnictví. Nachází se na něm turistické letovisko.

## Historie
Dříve byl ostrov využíván pro karanténní pobyt indických sezonních dělníků.